# Kameroendwerguil
De Kameroendwerguil (Glaucidium sjostedti) is een vogel uit de familie van de uilen. Deze vogel is genoemd naar de Zweedse ornitholoog Bror Yngve Sjöstedt (1866-1948).

## Verspreiding en leefgebied
Deze soort komt voor van Kameroen tot Congo-Kinshasa en Gabon.